# René Deltgen – Der sanfte Rebell
Der Dokumentarfilm René Deltgen – Der sanfte Rebell von Michael Wenk erinnert an den luxemburgischen Schauspieler René Deltgen. Die Uraufführung der Dokumentation fand am 17. November 2004 in Anwesenheit des damaligen Luxemburger Kulturministers François Biltgen und des Regisseurs im Luxemburger Kino Utopolis statt. Im November 2004 erschien die Produktion in Luxemburg auf DVD, herausgegeben vom staatlichen Centre national de l'audiovisuel (CNA). Der Titel griff eine Charakterisierung Deltgens auf, die seine Kollegin Liselotte Pulver hinsichtlich seines Leinwand-Images vorgenommen hatte.

## Handlung
Anhand zahlreicher Filmausschnitte, privater Film- und Fotodokumente aus dem Nachlass Deltgens werden Leben und Karriere des Schauspielers im Kontext luxemburgischer wie deutscher Geschichte des 20. Jahrhunderts dargestellt. Hinzu kommen Statements von Deltgens Schauspielerkollegen Götz George, Liselotte Pulver, Nadja Tiller, Katharina Böhm, Heinz Schimmelpfennig, Oliver Grimm, Elsi Scherer (zugleich Deltgens erste Ehefrau) und Milia Fögen. Außerdem erinnern sich der Filmproduzent Artur Brauner, die Regisseure Michael Verhoeven und Jürgen Flimm, der Sänger und Rundfunkmoderator Camillo Felgen und Katrin Deltgen, die Tochter des Schauspielers. Der luxemburgische Historiker Paul Lesch gibt einen Überblick über die Zeit der deutschen Besetzung Luxemburgs 1940–44 und analysiert die Vorgänge rund um den politischen Prozess gegen Deltgen. Jean-Paul Raths, Deltgen-Biograf und luxemburgischer Schauspieler, stellt die Theaterkarriere Deltgens dar. Den deutschen Kommentar des Films spricht Rolf Becker.

## Kritiken
- „Eine kleine Studie in Melancholie, Michael Wenk schildert ein Leben als film noir, der Mann Deltgen wahrt sein Geheimnis.“ Fritz Göttler, Süddeutsche Zeitung

- „Nach Michael Wenks Porträt liest man Klaus Manns berühmten Romanschluss ‚Was wollt ihr denn alle von mir, ich bin doch nur ein Schauspieler?‘ mit anderen Augen.“ Dieter Bartetzko, Frankfurter Allgemeine Zeitung

- „Ein kluger, kenntnisreicher Versuch, ein Gesicht und ein Werk dem Vergessen zu entreißen.“ Rudolf Worschech, epd Film

- „Solides Panorama der Karriere eines raren Typs im deutschen Kino.“ Hanns-Georg Rodek, Die Welt

- „Ein unentbehrliches Dokument für jeden Filmfan.“ Christian Spielmann, Lëtzebuerger Journal

- „Kritische filmische Hommage.“ Marianne Kolarik, Kölner Stadt-Anzeiger

- „Ein ebenso informatives wie behutsames Werk.“ Rainer Dick, Die Rheinpfalz

- „Ein interessantes und notwendiges Zeitdokument.“ Françoise Nilles, Luxemburger Wort

- „Nous voilà face à un documentaire prenant, concis, et agréable à suivre. Une excellente idée cadeau pour cinéphiles nostalgiques.“ Maggie Steffen, Le Quotidien

- „Eine wertvolle Möglichkeit, um einen alten Schauspielertypus mit inzwischen selten gewordenem Profil kennen zu lernen.“ Vincenzo Panza, Filmreporter.de

- „Liebevolle Dokumentation. Mit seiner Filmbiographie „René Deltgen – Der sanfte Rebell“ setzt Michael Wenk dem bekannten Schauspieler ein würdiges Denkmal.“ Tino Hahn, DigitalVD.de